# バタノヴツィ
バタノヴツィ（ブルガリア語: Батановци、発音 [ˈbatɐnoft͡si]）は、ブルガリア西部のペルニク州にある町。ラドミルやペルニクの町に近い。

## 地理
ラドミルとペルニクのあいだに位置する。バタノヴツィ町の域内に、チェルナ・ゴラという村落がある。

## 歴史
1564年の記録に、町の名前が初めてみられる。町名はバタンという人名が由来で、おそらくはペチェネグ人かクマン人の名前と考えられている。1950年から1992年まではテメルコヴォ (Temelkovo) という地名だった。1974年に町制施行された。

## ゆかりの人物
- アセン・ダスカロフ（1899年 - 1925年） 革命家